# Ladomirov, Snina
Ladomirov este o comună slovacă, aflată în districtul Snina din regiunea Prešov. Localitatea se află la altitudinea de 308 m deasupra n.m., se întinde pe o suprafață de 15,25 km2 și în 2017 număra 267 de locuitori. Se învecinează cu Klenová, Michajlov, Snina, Šmigovec, Snina, Strihovce, Snina, Remetské Hámre și Kolonica, Snina.

## Istoric
Localitatea Ladomirov este atestată documentar din 1567.

## Demografie
| An:                | 1994 | 2004   | 2014    | 2024    |
| ------------------ | ---- | ------ | ------- | ------- |
| Număr de persoane: | 382  | 353    | 290     | 251     |
| Diferență:         |      | −7,59% | −17,84% | −13,44% |

| An:                | 2023 | 2024   |
| ------------------ | ---- | ------ |
| Număr de persoane: | 256  | 251    |
| Diferență:         |      | −1,95% |